# 辻本芳郎
辻本 芳郎（つじもと よしお、1914年（大正3年）9月7日 - 1991年（平成3年）9月17日）は、日本の地理学者。東京学芸大学名誉教授。学位は、理学博士。専門は工業地理学。

## 経歴
三重県生まれ。三重県立上野中学校を経て、1935年東京高等師範学校卒業。1938年応召、旅順重砲兵連隊に入営。1939年東京文理科大学理学部地学科地理学専攻卒業。1941年召集解除、陸軍教授、陸軍経理学校教官。1947年東京第二師範学校教授、1949年東京学芸大学助教授、1952年教授。1959年「伝統的在来工業の地域構造 東海陶業地域を中心として」で理学博士（東北大学）。1960 - 66年東京学芸大学附属世田谷小学校校長兼任、1975 - 77年東京学芸大学附属図書館長。1978年同大を定年退官、名誉教授。東京女学館短期大学教授に就任。

## 著書
- 『少年少女地理 日本の国土 3 近畿地方』偕成社、1962
- 『目で見る児童百科 日本のすがた』偕成社、1963
- 『小学生百科 13 日本の地理 日本の自然と生活』偕成社、1968
- 『日本の在来工業 その地域的研究』大明堂、1978

### 共編著
- 『日本の工業化』幸田清喜、沢田清共編 古今書院 形成選書、1966
- 『スクール図解百科事典 14 日本の地理』共著 講談社、1967
- 『工業化の地域的展開 東京大都市圏』編 大明堂、1981
- 『関東機業地域の構造変化』北村嘉行、上野和彦共編著 大明堂、1989

### 監修
- 『新指導要領実践シリーズ』全9巻 新光閣書店、1961
- 『学研の図鑑 24 世界地理 2(資源と産業・結びあう世界) 』学習研究社、1975
- 『学研の図鑑 29 日本地理 2(資源と産業) 』学習研究社、1976